# Cal Xicot
Cal Xicot és una obra de Sant Joan les Fonts (Garrotxa) inclosa a l'Inventari del Patrimoni Arquitectònic de Catalunya.

## Descripció
És una casa ubicada dalt d'un turó, al solell d'Aiguanegra. És de planta rectangular i teulada a dues aigües amb els vessants vers les façanes laterals. Recentment s'ha canviat les velles bigues de fusta i els cairats per altres noves de formigó. Disposa de baixos pels animals amb obertures menudes de ventilació com també d'una planta d'habitatge amb accés directe per la façana de tramuntana, a la llinda del qual hi ha la següent la inscripció amb la data: A N Y 1 8 0 3

## Història
Cal Cairat va ser bastit amb pedra menuda, llevat de les cantoneres. Dos contraforts sostenen els murs de la façana de ponent. La majoria de les cases del vaïnat d 'aiguanegra foren modificades i algunes d' elles bastides entre el segle xviii i la primera meitat del segle XIX: casa pairal dels Aiguanegra (1837), El Cairat (1807), Cal Xicot (1803) i altres.